# Coskinolinidae
Coskinolinidae es una familia de foraminíferos bentónicos de la superfamilia Coskinolinoidea, del suborden Orbitolinina y del orden Loftusiida. Su rango cronoestratigráfico abarca desde el Cenomaniense (Cretácico superior) hasta el Luteciense (Eoceno medio).

## Discusión
Clasificaciones previas incluían Coskinolinidae en la superfamilia Ataxophragmioidea, así como en el suborden Textulariina, en el orden Textulariida o en el orden Lituolida.

## Clasificación
Coskinolinidae incluye a los siguientes géneros:
- Coleiconus †
- Coskinolina †
- Coskinon †
- Lituonelloides †
- Pseudolituonella †